# Josiane Andros
Pour les articles homonymes, voir Andros.
Josiane Andros, née le 8 janvier 1940 dans le 15e arrondissement de Paris (France) est une femme politique communiste française. Elle est maire de L'Île-Saint-Denis de 1971 à 1998 et conseillère générale de Seine-Saint-Denis de 1967 à 2001.

## Biographie
Le père de Josiane Andros, Jean Émile Andros (1903-1982) est un ouvrier métallurgiste et syndicaliste, sa mère, Gilberte Bourdoneau (1913-1993) est employée de bureau et militante communiste,.
Josiane Andros obtient le diplôme du brevet (BEPC) et un certificat d'aptitude professionnelle (CAP) d’employée de bureau. Elle travaille comme secrétaire à l’École normale de Bourges, puis à l’inspection académique et comme secrétaire de direction aux Ponts et chaussées.
Josiane Andros adhère à l'Union des jeunes filles de France (UJFF) en 1953, une organisation du Parti communiste  français alors dirigée par sa sœur Mireille Canestrelli.
Elle participe au Festival mondial de la jeunesse à Varsovie en août 1955 et à une école de la jeunesse en 1956. Elle devient secrétaire fédérale du Cher de l’UJFF, siége au comité national et au bureau national. 
En janvier 1956, elle adhère au Parti communiste, cellule Paul Langevin à Bourges et entre au comité fédéral du Cher en mai 1961. Après avoir suivi une formation en août 1962, elle entre au bureau fédéral à l'âge de vingt-deux ans. 
En 1963, Josiane Andros est appelée à la direction de l’UJFF à Paris où elle coopère avec Hélène Luc et Monique Mercieca jusqu’au début de l’année 1967. 
Elle épouse Roger Akoun, un ouvrier métallurgiste, membre du PCF et ils ont un enfant mais le couple se sépare après deux ans. 
Le comité fédéral communiste de Seine-Saint-Denis l'accueille en 1968. Elle accède au bureau fédéral en 1974 puis au secrétariat en 1982. 
En mars 1965, elle est élue conseillère municipale de L'Île-Saint-Denis où elle est domiciliée,. Elle succède à Pierre Sotura comme maire de la ville en 1971. Elle reste maire pendant 27 ans jusqu'à sa démission en 1998, en cours de mandat. Elle continue cependant à siéger au conseil municipal. 
Elle est élue conseillère générale du canton de Saint-Denis-Sud en 1967 et est vice-présidente du conseil général jusqu’en mars 2001. Elle est présidente de l'Office public départemental HLM de Seine-Saint-Denis de juin 1998 à juin 2001.
Josiane Andros vit sa retraite à L’Île-Saint-Denis.

## Distinctions
- Officière de l'ordre national du Mérite en 1998[8].

## Liens
- Ressource relative à la vie publique :   - Maitron